# Aeroporto Internazionale di Tokyo
L'Aeroporto Internazionale di Tokyo (IATA: HND, ICAO: RJTT) (東京国際空港,?, Tōkyō Kokusai Kūkō) è situato nella zona di Ōta, è uno degli aeroporti principali della zona metropolitana di Tokyo ed è hub di Japan Airlines. È conosciuto solitamente come Aeroporto di Haneda (羽田空港,?, Haneda Kūkō) per differenziarlo dall'aeroporto Internazionale di Narita nella prefettura di Chiba, e viene abbreviato con HND. È inoltre uno degli aeroporti più affollati del mondo.

## Collegamenti
L'aeroporto è servito della linea aeroporto delle ferrovie Keikyu e dalla monorotaia di Tokyo. La monorotaia ha 2 stazioni dedicate (presso i terminal 1 e 2), mentre la Keikyū opera attraverso una stazione collocata fra i terminal domestici (Haneda Airport Station). Entrambe le linee fermano alla stazione del terminal internazionale.
L'aeroporto è inoltre collegato alla città ed a varie altre località da una vasta rete di autobus urbani ed extraurbani che fermano alla banchina all'esterno di ogni terminal.

## Statistiche
Questo grafico non è disponibile a causa di un problema tecnico.
Si prega di non rimuoverlo.
Vedi la query Wikidata di origine.

## Galleria d'immagini

Terminal Internazionale
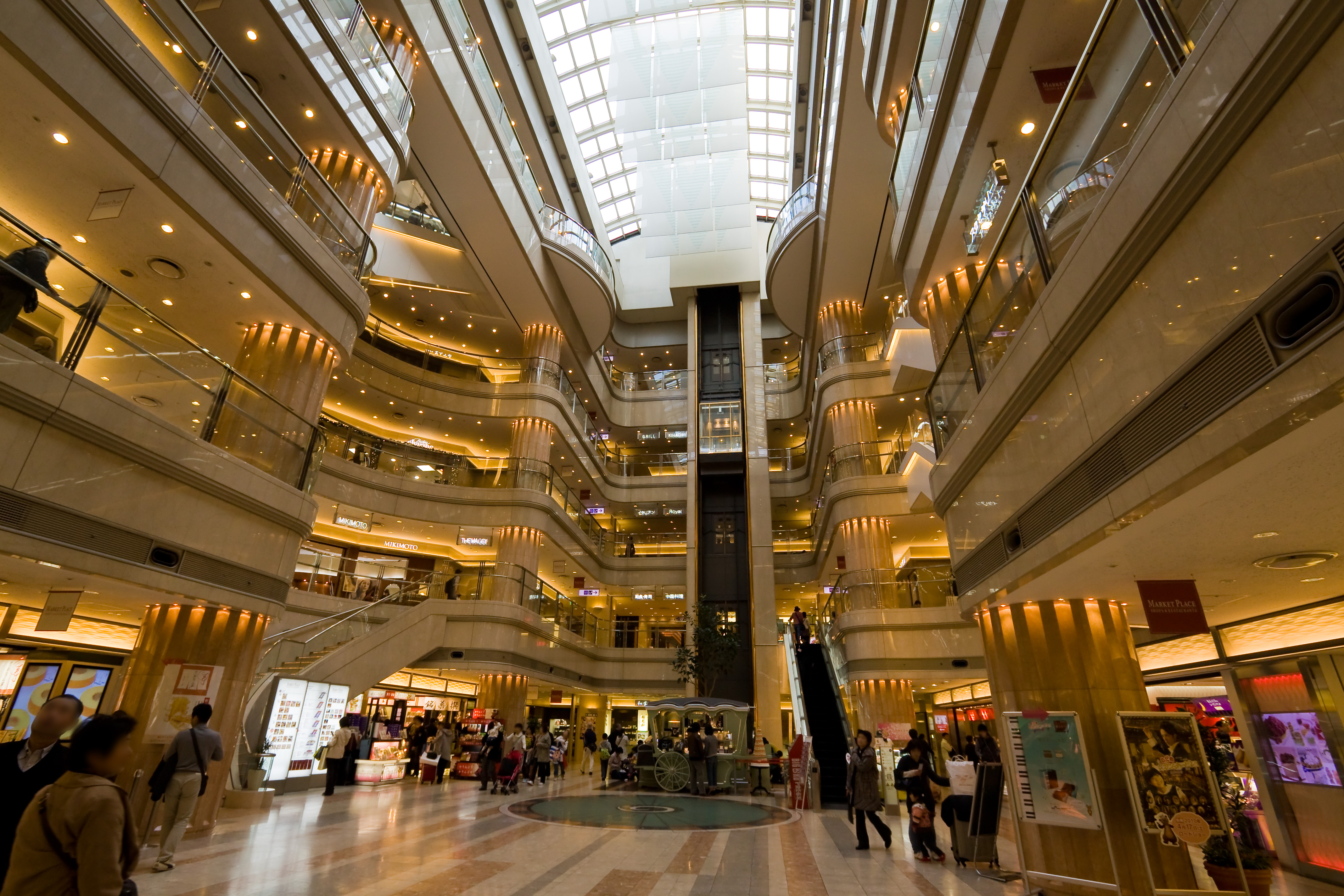
Mercato del Terminal 1
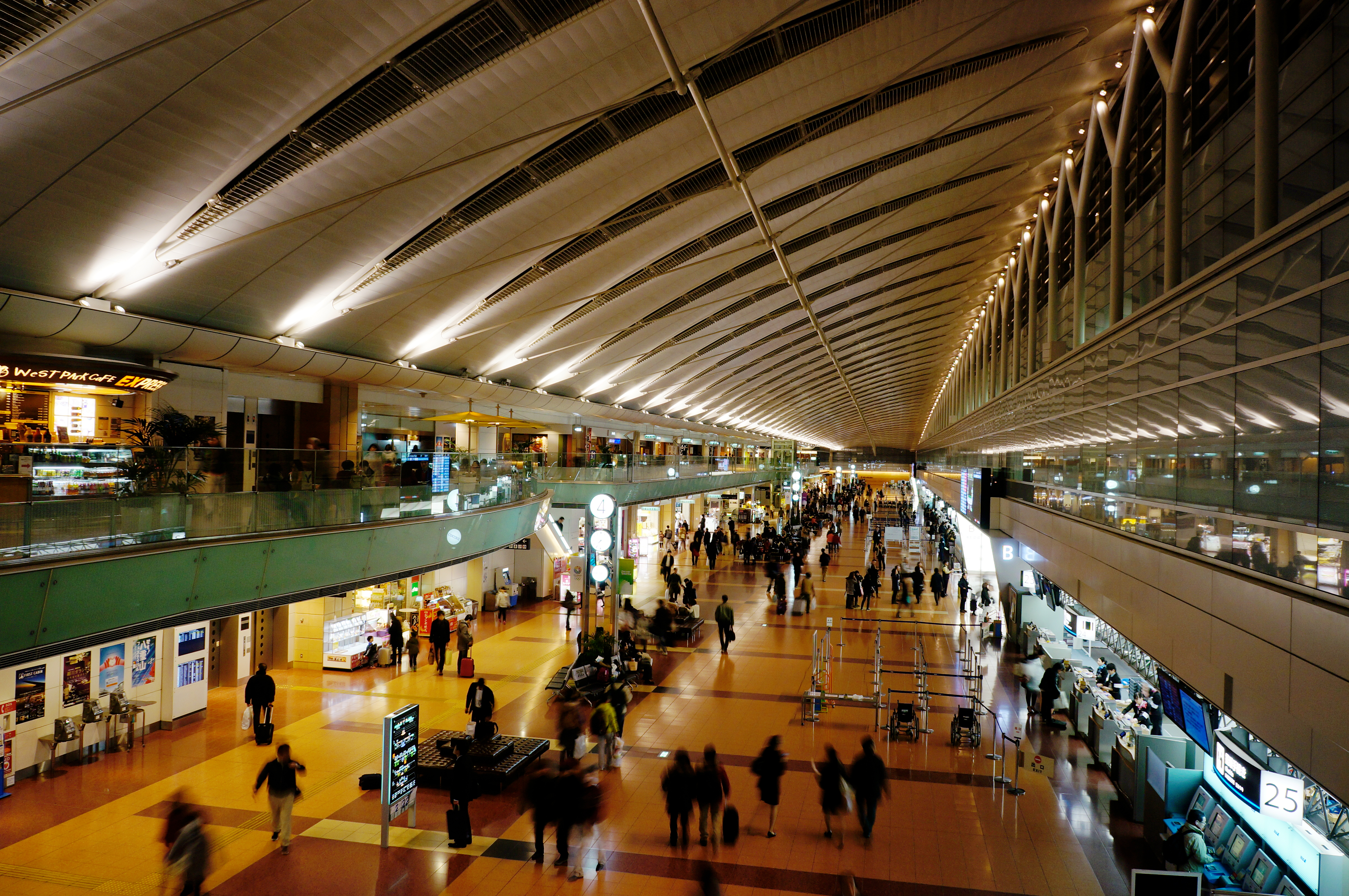
Terminal 2 - sala partenze
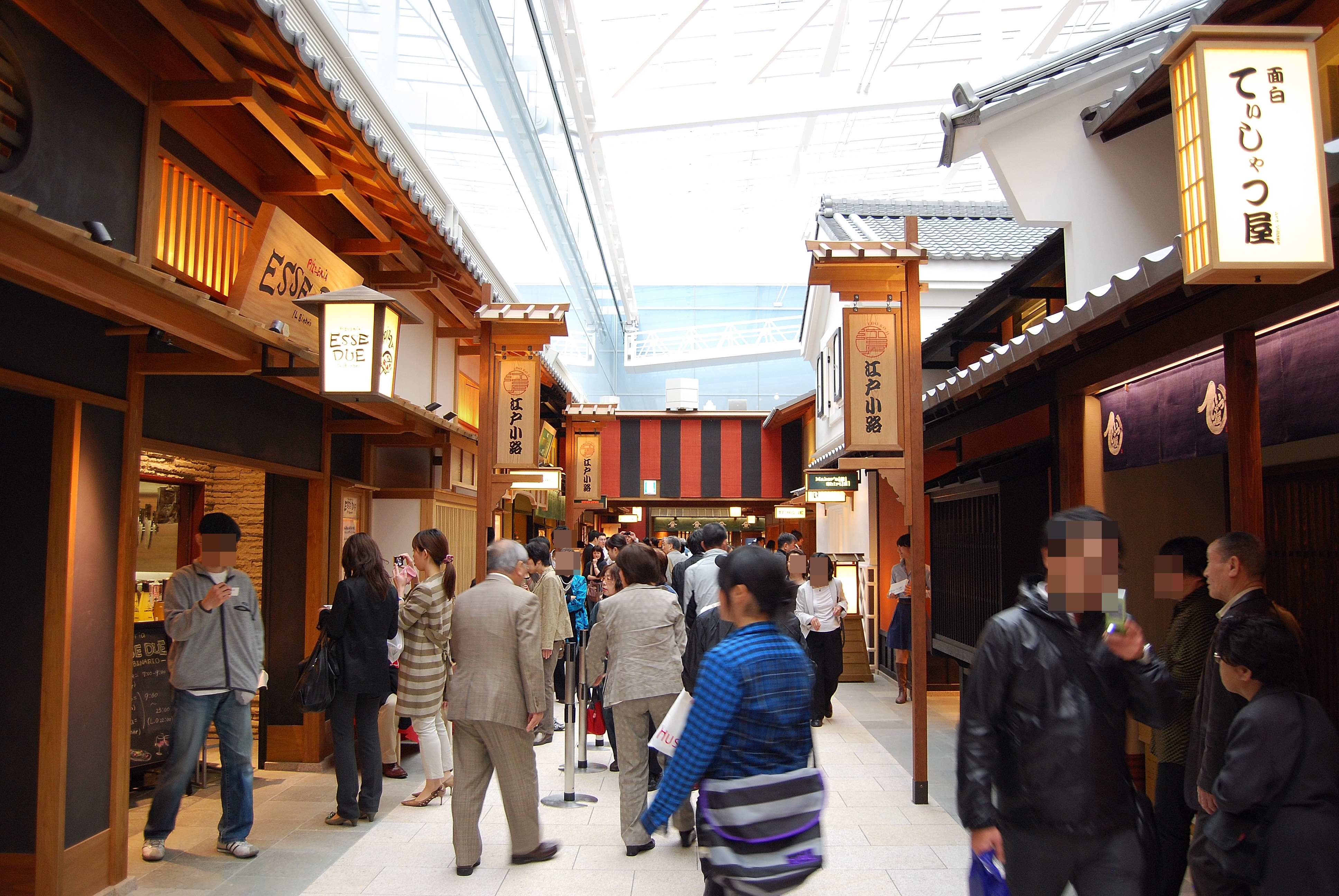
Zona commerciale di Edo-Koji
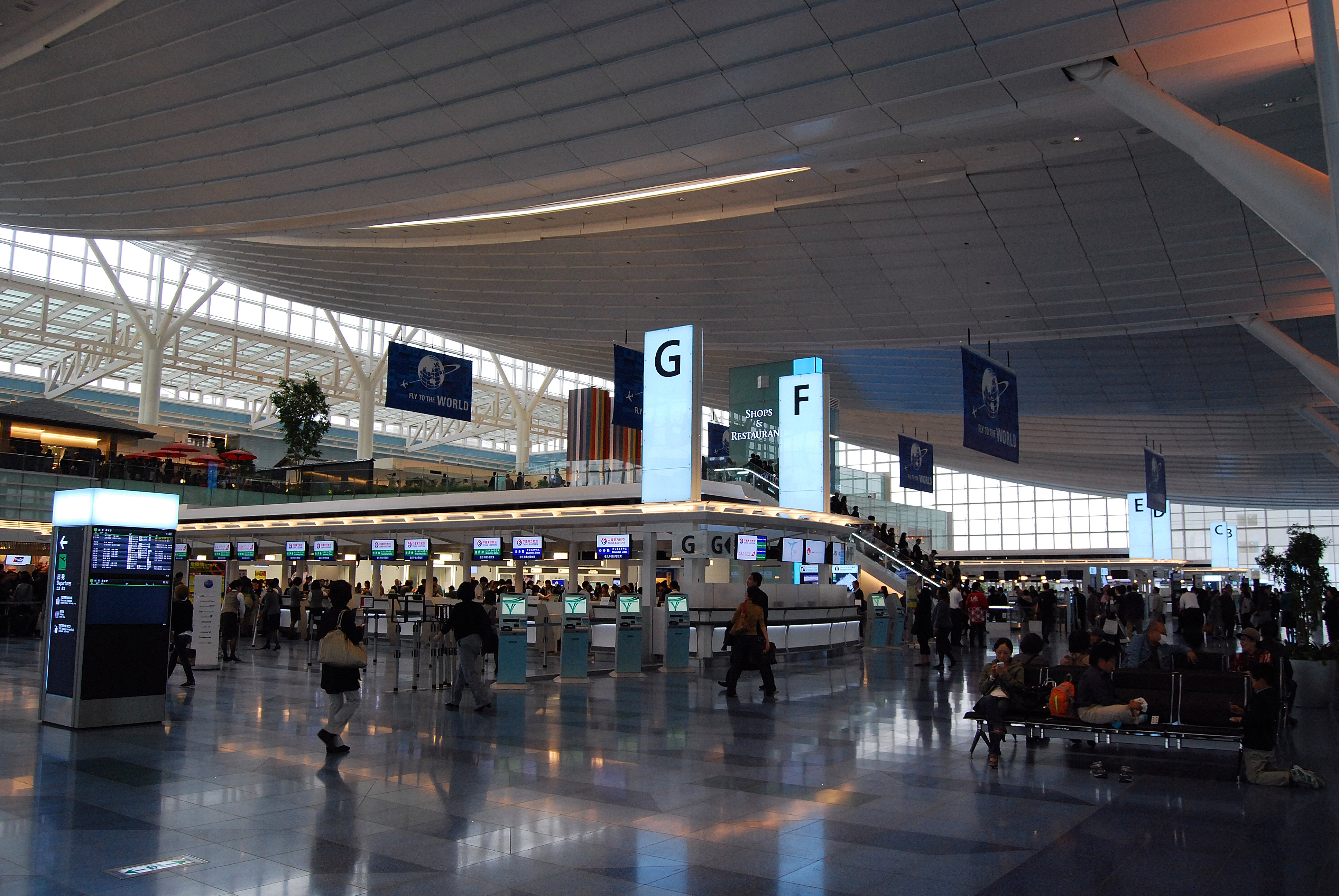
Livello di partenza del Terminal 3
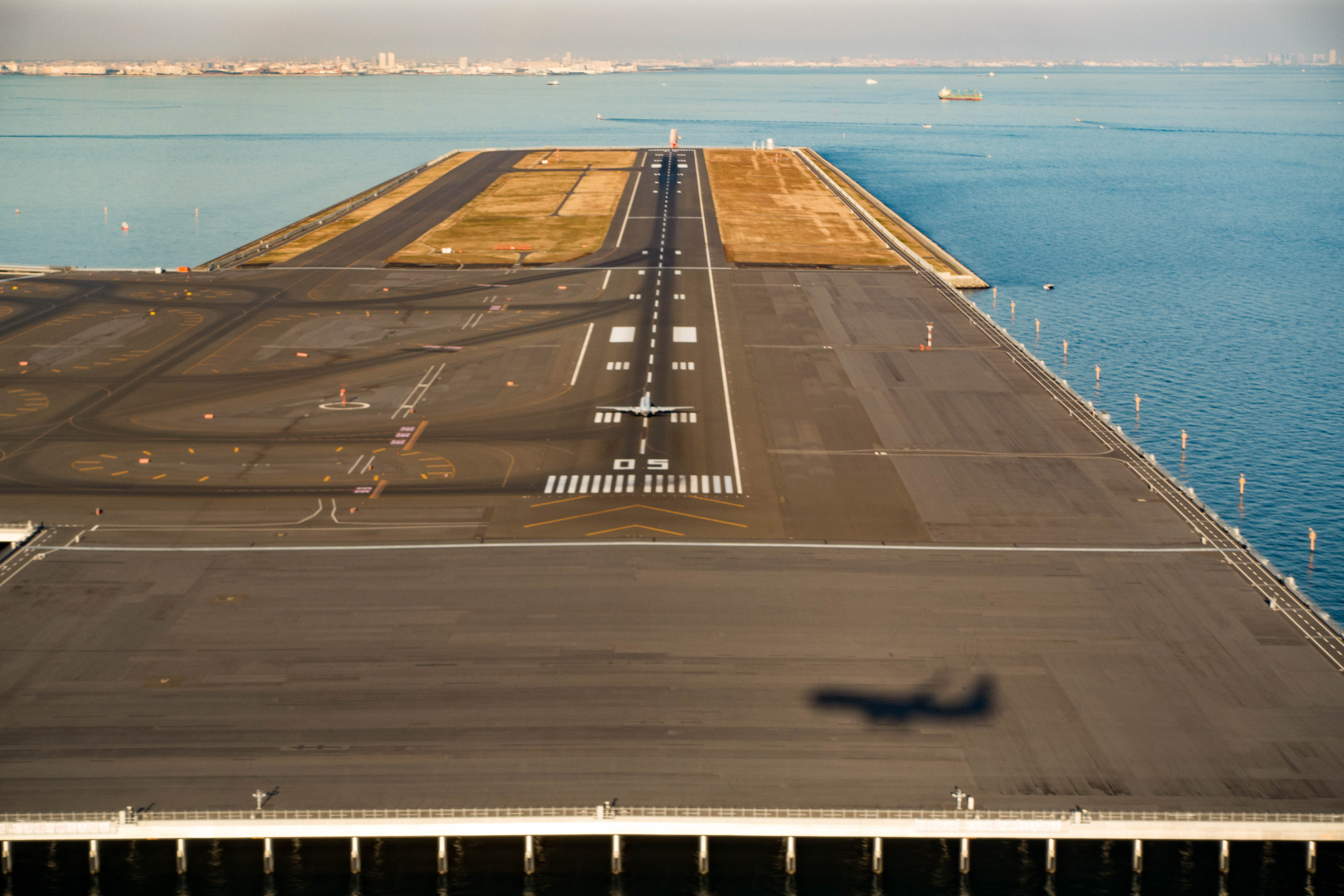
La pista D dell'aeroporto è su un'isola artificiale nel Golfo di Tokyo